# Werner Karma
Werner Karma (Pseudonym: René Volkmann; * 13. Februar 1952 in Ost-Berlin) ist ein deutscher Lyriker, Schriftsteller und Rocktexter.

## Leben und Werk
Werner Karma ist der Sohn eines Kommunisten jüdischer Herkunft, der 1939 nach Dänemark emigriert war. Seine Großmutter väterlicherseits war im KZ Auschwitz ermordet worden.
Er erlernte bis 1971 den Beruf des Agrotechnikers; 1979 beendete er sein Studium an der Humboldt-Universität zu Berlin mit einem Philosophie-Diplom. Karma schreibt seit 1972, war von der Gründung 1976 bis zum Jahr 1980 beim Ost-Berliner Liedertheater Karls Enkel und ist seither freischaffender Textdichter in der Rock-, Pop-, Chanson- und Liedermacherszene.
Karma arbeitete mit vielen bekannten Solisten und Bands zusammen, unter anderem mit Silly, City, Monokel, electra, NO 55, Stern Meißen, Pension Volkmann, den Puhdys, den Zöllnern, Hansi Biebl, Veronika Fischer, Edo Zanki, Holger Biege und Joachim Witt.

## Werke (Auswahl)

### Alben
- 1983: Mont Klamott (Silly)
- 1985: Liebeswalzer (Silly)
- 1985: Die Gefühle (Pension Volkmann)
- 1986: Bataillon d’Amour (Silly)
- 1988: Vollpension (Pension Volkmann)
- 1993: Traumtänzer (Pension Volkmann)
- 2010: Alles rot (Silly)
- 2017: Dirk und das Glück: Zöllner trifft Karma (Dirk Zöllner)

### Einzelne Songtexte
- In Zeiten wie diesen (City)
- Brich mein Herz (Holger Biege)
- Schwarze Marie (Monokel)
- Über ihr taute das Eis und Alles wird besser (Silly: Februar)

## Auszeichnungen
- Erich-Weinert-Medaille (1979 mit Karls Enkel)
- Kunstpreis der DDR (1987 mit Silly)
- LP des Jahres, die höchste Auszeichnung für Schallplatten in der DDR, in den Jahren 1983, 1985 und 1986, für die von ihm getexteten Silly-Alben